# Tiga GC287
Chronologie des modèles
Tiga GC286 Tiga GC288
La Tiga GC287 est une voiture de sport homologuée pour courir dans la catégorie Groupe C2 de la fédération internationale du sport automobile (FISA). Elle a été développée et construite par Tiga Race Cars afin de participer au championnat du monde des voitures de sport. Elle a fini sa carrière dans le championnat Interserie. Cinq exemplaires ont été construits.

## Aspects techniques
Cette voiture a été engagée par plusieurs écuries dont l'écurie d'usine. Pour la voiture d'usine, elle a été motorisée par un Ford Cosworth BDT-E 2,1 L I4 Turbo. L'écurie Charles Ivey Racing utilisa quant à elle comme bloc moteur le Porsche Type-935 2,6 L Flat-6 Turbo. L'écurie Dune Motorsport a elle choisi le Rover V64V 3,0 L V6 Atmo et le GP Motorsport, le Ford Cosworth DFL 3,3 L V8 Atmo.